# طومار (البرتغال)
طومار أو تومار هي مدينة من مدن البرتغال. يبلغ عدد سكانها 40677 نسمة وذلك حسب إحصائيات سنة 2011. تبلغ مساحتها 351.20 كم².

## توأمة
لتومار اتفاقيات توأمة مع:
- فانسن

## أعلام
- أنطونيو سيلفا كاردوسو
- دوارتي الأول
- إيزابيل روث
- أركادي توباييف
- إرنستو فيغيريدو

## وصلات خارجية
- الموقع الرسمي